# Empogona crepiniana
Empogona crepiniana là một loài thực vật có hoa trong họ Thiến thảo. Loài này được (De Wild. & T.Durand) Tosh & Robbr. mô tả khoa học đầu tiên năm 2009.